# Kajmy
Kajmy (niem. Kaymen) – kolonia w Polsce położona w województwie warmińsko-mazurskim, w powiecie elbląskim, w gminie Pasłęk. Osada wchodzi w skład sołectwa Gulbity.
W latach 1975–1998 miejscowość administracyjnie należała do województwa elbląskiego.